# Секерка (Могилёвская область)
Секе́рка (бел. Сякерка) — деревня в составе Мощаницкого сельсовета Белыничского района Могилёвской области Республики Беларусь. Население — 31 человек (2009).

## География

### Расположение
В 15 км на юго-запад от Белынич, в 54 км от областного центра и железнодорожной станции Могилёв.

## Транспортная система
Транспортная связь по автодороге Минск — Могилёв. Планировка линейная. Застройка двухсторонняя, деревянными домами усадебного типа.

## История
В 1676 году упоминается как имение Секерки в Оршанском повете ВКЛ. Согласно инвентарю 1825 года — в составе фольварка Ключи, 11 дымов, 67 жителей. В 1847 году — центр имения в Могилёвском уезде. В 1897 году — 23 двора, 142 жителя, в Белыничской волости Могилёвского уезда Могилёвской губернии. С февраля до октября 1918 года оккупирована германской армией.
В 1930-е годы местные жители вступили в колхоз. 2 июля 1941 года оккупирована немецко-фашистскими захватчиками. В ноябре 1943 года гитлеровцы спалили 52 двора, убили 18 жителей. Во время Великой Отечественной войны на фронтах и в партизанской борьбе погибли 23 местных жителя. Освобождена 29 июня 1944 года.
В 1986 году — в составе совхоза имени К. Калиновского с центром в Большой Мощанице. Действовали клуб, библиотека, начальная школа, магазин.

## Население

### Численность
- 2009 год — 31 житель.

### Динамика
- 1897 год — 23 двора, 142 жителя.
- 1924 год — 58 дворов, 285 жителей.
- 1940 год — 63 двора.
- 1959 год — 225 жителей.
- 1970 год — 195 жителей.
- 1986 год — 96 жителей.
- 2002 год — 29 дворов, 54 жителя[4].
- 2007 год — 23 двора, 39 жителей.
- 2009 год — 31 житель.